# Jean Succharelli
Jean Succharelli, actif au XVIIIe siècle, est un peintre français.
Il réalise le décor peint du boudoir de l'hôtel de Monery en Avignon, achevé en 1742.